# Бобриця (притока Дніпра, Черкаська область)
Бо́бриця — річка в Україні, протікає територією Черкаського району Черкаської області, права притока Дніпра. Річка дала назву селу, яке розташоване в її гирлі — Бобриця, і означає колишню поширеність в її водах бобрів.
Річка бере початок з джерела на північно-західній околиці села Грищинці. Протікає на північ до села Трощин, потім плавно повертає на південний схід. Протікаючи територією села Бобриця, річка впадає до Канівського водосховища, збудованого на Дніпрі. Гирло розширене, утворює своєрідну затоку водосховища, поділене на 2 частини греблею-мостом. У верхів'ї пересихає, постійна течія спостерігається від відстійників на південно-східній околиці села Трощин.
На річці розташовані села Трощин та Бобриця.
| Річка | Це незавершена стаття про річку. Ви можете допомогти проєкту, виправивши або дописавши її. |